# Patrul Rinpoche
Patrul Rinpoche (1808-1887) es considerado uno de los más grandes maestros de la tradición tibetana del siglo diecinueve. Escribió varias obras de gran influencia no sólo para la escuela Nyingma a la que pertenecía, sino para el budismo Tibetano en su totalidad. Su fama como maestro y practicante errante alcanzó igualmente a los monasterios y a los laicos.

## Biografía
Patrul Rinpoche nació en Dzachukha, un área de nómades de Kham, al este de Tíbet en 1808, fue reconocido como la reencarnación de Palgé Samten Phuntsok y se le dio el nombre Orgyen Jikmé Chökyi Wangpo. Recibió enseñanzas y transmisiones de los principales maestros de su época, de todas las tradiciones. Recibió las enseñanzas de Dzogchen de su maestro Jigme Gyalwa Nyugu. Después de recibir las instrucciones de su maestro se retiró a las montañas a meditar solo, regresando de vez en cuando para obtener más enseñanzas.
Patrul Rinpoche era un maestro que reunía tres cualidades: la erudición, la ética y la bondad, y era unánimemente reconocido como un maestro ampliamente realizado.
A pesar de su fama mantuvo siempre su humildad. Patrul fue una figura del importante movimiento espiritual hacia la tolerancia, comprensión y la síntesis no sectaria conocido como Rimé. En muy pocas ocasiones dio iniciaciones masivas o ceremonias elaboradas.
En una época en que muchas enseñanzas fundamentales habían caído en desuso, Patrul Rinpoche enseñó el Bodhicaryavatara tantas veces que inspiró la mayoría de los comentarios escritos sobre el mismo en la segunda mitad del siglo diecinueve y comienzos del veinte. Gracias a él, el trabajo de Shantideva se convirtió en uno de los textos más leídos y practicados en el Tíbet oriental. Se cuenta que cuando murió, las únicas posesiones de Patrul Rinpoche consistían en las ropas que vestía, un plato y una copia del Bodhicaryavatara.
Mientras vivía como un yogui errante en cuevas en las montañas cerca del monasterio Dzogchen escribió su obra más famosa Las palabras de mi maestro perfecto.
Este texto, considerado por el dalái lama y otros grandes maestros como la mejor introducción a las enseñanzas preliminares del Dzogchen, comenzó a estudiarse en Occidente a mediados de los años setenta.
Patrul Rinpoche murió el día dieciocho del cuarto mes lunar en el año del Cerdo de fuego (1887).
Muchos de los escritos de Patrul Rinpoche no se han conservado. Los que alcanzaron a grabarse en bloques de madera hoy comprenden seis volúmenes. Incluyen trabajos de varios estilos y géneros, incluyendo comentarios de los tratados de Maitreya, El camino del Bodhisattva, Tesoro de Cualidades Preciosas, entre otros.

## Obras publicadas en castellano
- Patrul Rinpoche y Dilgo Khyentse (1999) El tesoro del corazón de los iluminados: la práctica de la visión, la meditación y la acción : un discurso virtuoso de principio a fin. San Sebastián, Imagina 	ISBN 84-930288-4-3
- Patrul Rinpoche (2002) Las Palabras de mi Maestro Perfecto Ediciones Padmakara, 560 págs ISBN 2-906949-26-4